# Картир
Картир (также Кирдэр; пехл. 𐭪𐭫𐭲𐭩𐭫) — зороастрийский священник, один из самых значительных персонажей сасанидской истории, появляется на арене истории при Шапуре I, исчезает с неё уже глубоким старцем при шахиншахе Нарсе (после 293 года). Уже при Шапуре он носил титул эрбада, подобно Тансару, и сопровождал Шапура в его римских кампаниях и во всех странах, где он бывал, «учреждал священные огни и назначал жрецов служить им». Эрбад Картир упоминается в надписи Шапура на так называемой «Каабе Зороастра» (начало 260-х годов), хотя и одним из последних. Сам же Картир в своей надписи, высеченной рядом с рельефом, изображающим царя Шапура I, заявляет, что царь царей Шапур назначил его «по всей стране — могущественным владыкой всех жрецов».
Картир высекал надписи, подобно царям, — случай уникальный не только для сасанидского Ирана. В них он рассказывал о своих заслугах и о своей карьере: учреждение храмов огня, укрепление веры в богов, преследование иноверцев, повышение благосостояния жреческого сословия. «Я, Картир, — высечено на „Каабе Зороастра“, — в то время при содействии царей и владык многие огни (то есть храмы огня) и магов занёс в государственные записи. И для меня великое почтение моему собственному имени в государственных записях и постановлениях было записано. <…> я был тем Картиром, которого при Шапуре, царе царей, звали „Картир, магупат и херпат“, а при Хормизде, царе царей, и Варахране, царе царей, сыновьях Шапура, называли „Картир, магупат Ормазда“, а при Варахране, царе царей, сыне Варахрана, называли „Картир, хранитель души Варахрана, магупат Ормазда“». Постепенно Картир стал главой всех жрецов и верховным жрецом государства, сосредоточив в своих руках огромные храмовые богатства и земли.
Картир действовал фанатично и неуклонно. Он активно обращал иноверцев в зороастризм: подчинённые ему жрецы сопровождали войска персидских царей, насаждая на завоёванных территориях «истинную веру». Он яростно боролся с адептами иных религий и «неортодоксальными» зороастрийцами, о чём и повелел записать на «Каабе Зороастра», а также в надписи за фигурой Шапура в Накше-Рустаме и надписи в Накше-Раджабе: «И от шахра к шахру, от области к области, по всей стране дела Ормазда и богов возвысились, и вера маздаяснийская и маги получили по всей стране великое господство… И Ахриман и дэвы получили великий удар и мучение, и вера Ахримана и дэвов отступила из страны и была изгнана. И иудеи, и буддийские жрецы, и брахманы, и назареи, и христиане, и мандеи, и зиндики (манихеи) в стране были разбиты, и (их) идолы разбиты, убежища дэвов разрушены, обители богов (храмы) воздвигнуты… И от шахра к шахру, от области к области многие … храмы были основаны».
Самого себя он оценивал высоко: бренное тело того, «кто избрал добро, и неуклонно следует по пути добра, <…> достигнет славы и процветания, а душа его достигнет праведности, чего и я, Картир, достиг». Другая надпись (в Сар-е Мешхеде) гласит о путешествии, которое благочестивый Картир (точнее его духовный «двойник») совершил в загробный мир и о том, что он там увидел.
Естественно, что человек такого положения, способностей и честолюбия был чрезвычайно значимой политической фигурой своего времени. Особо важной была его роль в низвержении манихейства и казни пророка Мани, а также в возведении на престол Варахрана II. Однако любопытно, что в дошедших до нас зороастрийских книгах имя Картира не упоминается (в отличие от манихейских, его сохранивших); некоторые исследователи Ирана считают, что Картир — не имя конкретного человека, а титул.
На основании того, что Картир изображён на рельефах безбородым, можно предположить, что он был евнухом. Картир был одним из тех вельмож, которые поддерживали Нарсе, что засвидетельствовано в надписи в Пайкули. Правление Нарсе ознаменовало возвращение к политике религиозной терпимости, которую практиковал его отец. Картир уходит в безвестность в исторических записях при Нарсе из-за того, что не сделал ничего примечательного в качестве верховного жреца.